# Абрамов, Василий Герасимович
Василий Герасимович Абрамов (1904 — 1977) — советский хозяйственный, государственный и политический деятель.

## Биография
Родился в 1904 году в деревне Соловьёво. Член КПСС.
С 1922 года — на хозяйственной, общественной и политической работе. В 1922—1957 гг. — комсомольский работник, военнослужащий РККА, ответственный работник управления Севморпути, заведующий сектором кадров Мосгорисполкома, участник Великой Отечественной войны в составе 171 озадн НКВМФ, начальник центрального склада ВМФ, начальник политотдела Севморпути, инструктор Московского горкома ВКП(б), первый секретарь Красногвардейского райкома КПСС города Москвы, начальник Управления МВД города Москвы.
Делегат XIX и XX съездов КПСС.
Умер в Москве в 1977 году.